# Чёрный луциан
Чёрный луциан, или чернопёрый луциан (лат. Lutjanus buccanella), — вид лучепёрых рыб из семейства луциановых. Распространены в прибрежных водах западной части Атлантического океана. Максимальная длина тела 75 см.

## Описание
Тело относительно высокое, покрыто ктеноидной чешуёй. Чешуйки над боковой линией расположены косыми рядами. Клыковидные зубы на верхней челюсти крупнее, чем на нижней. Зубы на сошнике расположены в форме V-образного или крестообразного пятна с медианным выступом в задней части.
В спинном плавнике 10 жёстких и 14 мягких лучей; жёсткая и мягкая части разделены небольшой выемкой. Анальный плавник закруглённый, с 3 жёсткими и 8 мягкими лучами. Грудные плавники с 14—18 мягкими лучами; длинные, но их окончания не достигают анального отверстия. Хвостовой плавник усечённый.
Тело окрашено в красный цвет, в нижней части серебристо-красное, брюхо серебристое. Радужная оболочка оранжевая. Хвостовой и брюшные плавники желтоватые. Грудные плавники оранжевые с выраженным тёмным пятном у основания. Пятно имеет форму запятой. Молодые особи окрашены почти также как взрослые, но у них на верхней части хвостового стебля имеется широкая ярко-жёлтая область.
Максимальная длина тела 75 см, обычно до 50 см; масса тела до 14 кг.

## Биология
Морские придонные рыбы. Обитают в прибрежных водах над песчаными и каменистыми грунтами вблизи уступов на глубине от 60 до 90 м. Взрослые особи чаще встречаются на континентальном шельфе, а молодые неполовозрелые особи предпочитают скалистые обнажения вблизи рифов на глубинах до 18 м. Часто образуют небольшие группы, состоящие из 20—30 особей.

### Питание
Охотятся вблизи дна. Питаются мелкой рыбой. Молодь питается креветками, полихетами и другими мелкими беспозвоночными.

### Размножение
Самцы впервые созревают при длине тела 38 см, а самки при длине тела 18 см; в возрасте 2—6 лет. Нерестятся круглый год с пиками в апреле и сентябре, главным образом в прибрежных водах Ямайки. Икра и личинки пелагические; разносятся течениями на значительные расстояния. Молодь длиной до 20 мм бледно-голубого цвета с широкой жёлтой полосой, проходящей от края верхней доли хвостового плавника до середины или передней части хвостового плавника. У более старшей молоди появляется чёрная точка в пазухе грудных плавников.

## Ареал
Распространены в тропических, субтропических и тёплых умеренных водах западной части Атлантического океана от Массачусетса до Бразилии. Редко встречаются севернее Северной Каролины. Обычны в Мексиканском заливе и Карибском море.

## Взаимодействие с человеком
Ограниченный промысел ведётся крючковыми орудиями лова и ловушками. Реализуется в свежем виде. Популярный объект спортивной рыбалки.